# 鼓山漁港

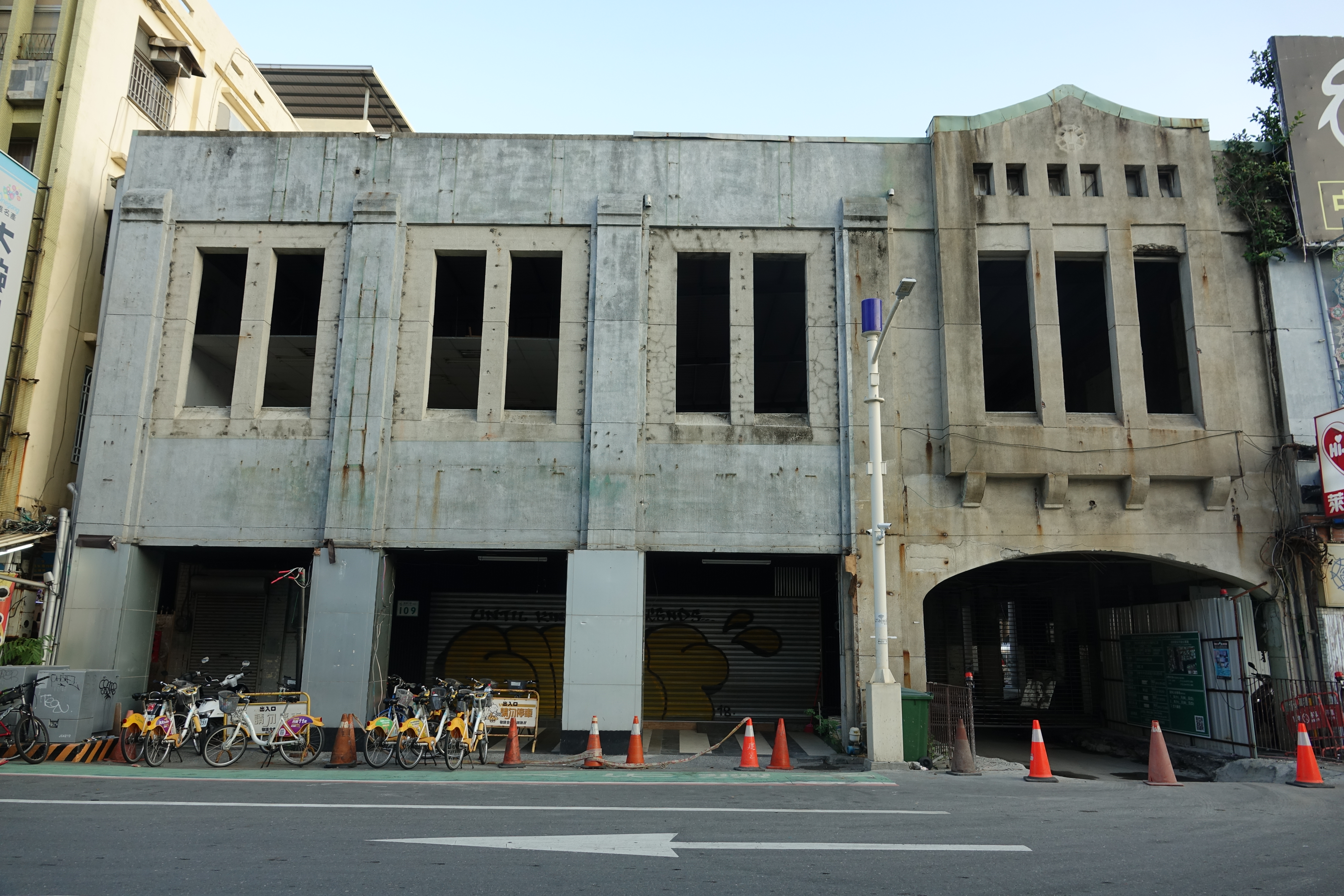
原高雄魚市株式會社事務所及魚市場。

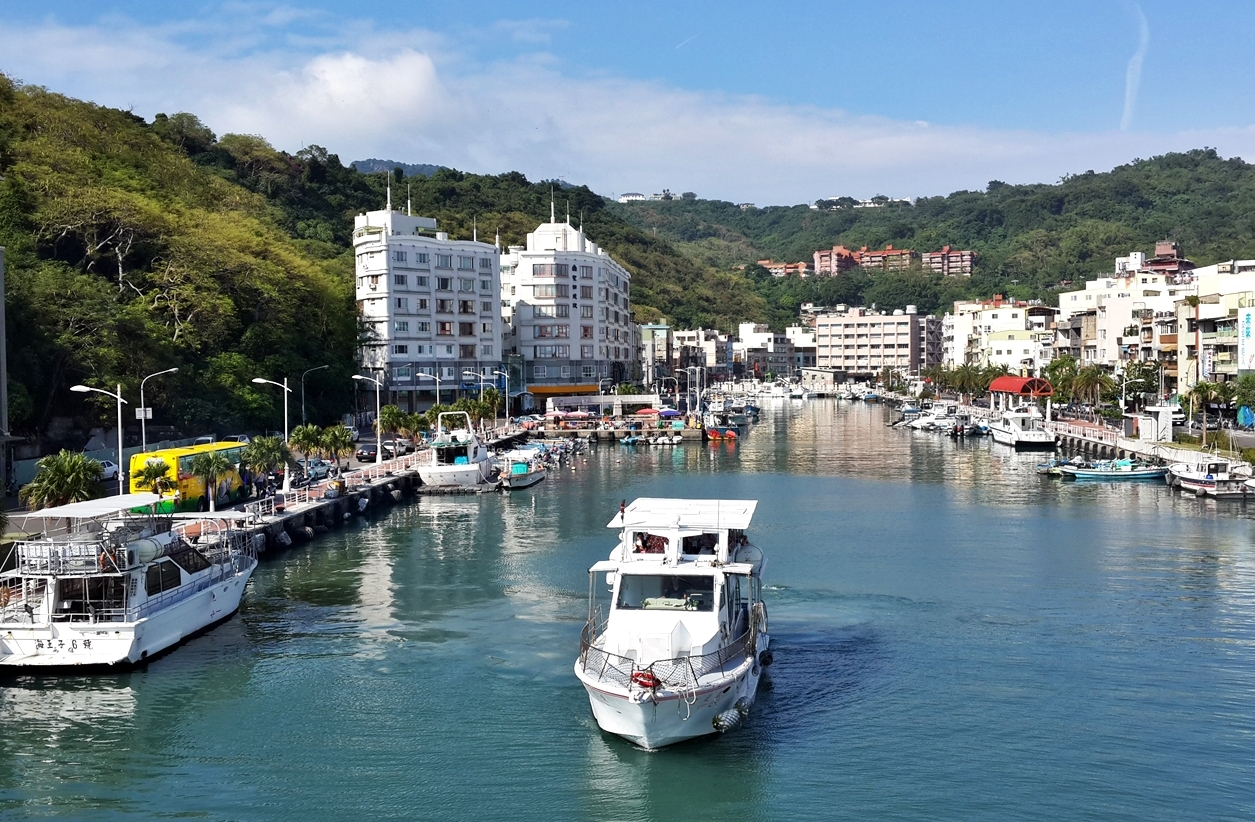
哨船頭遊艇碼頭

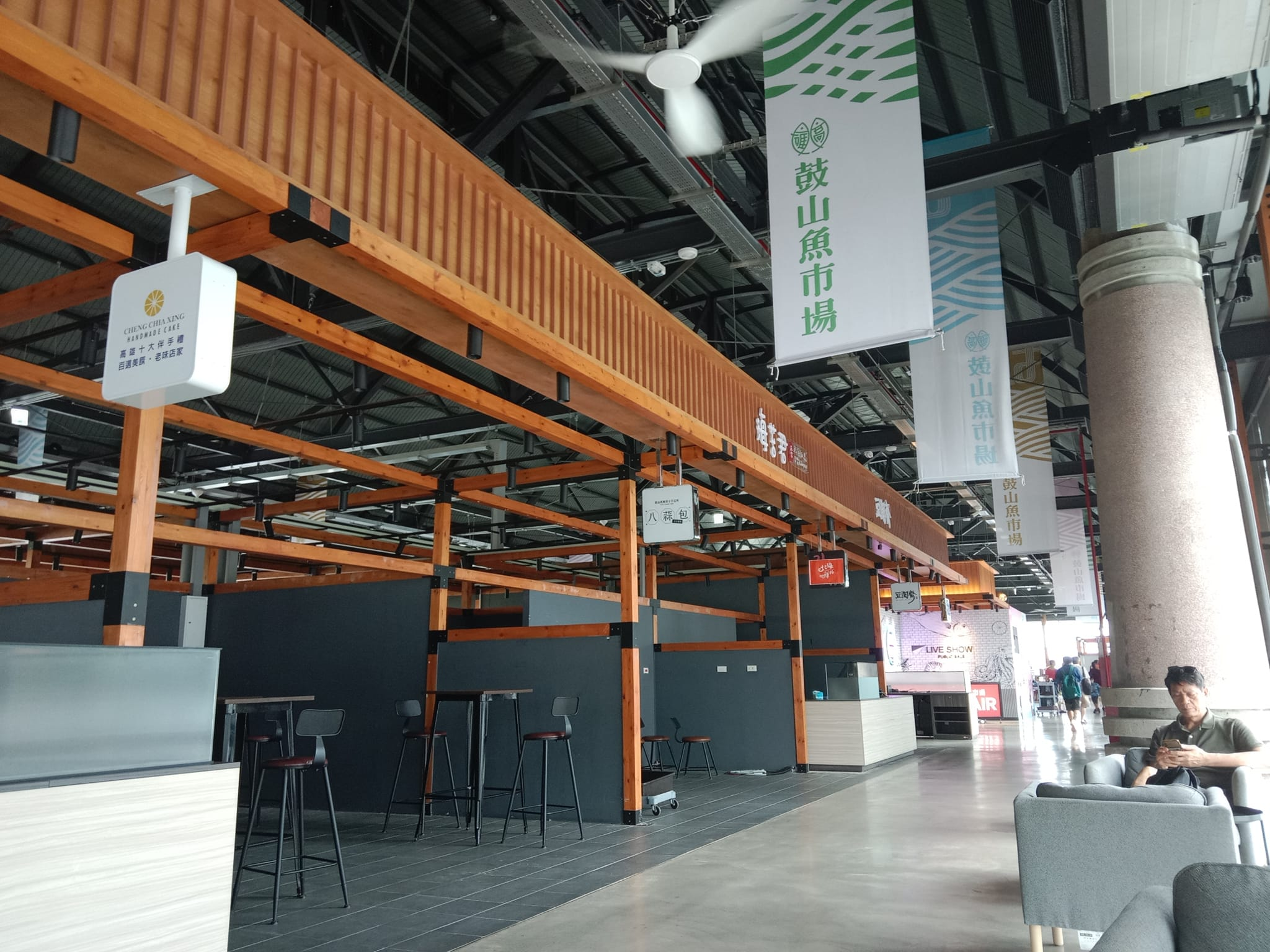
鼓山魚市場內部

鼓山漁港位於台灣高雄市鼓山區的哈瑪星聚落，屬於高雄港港區的一部分，靠近第一港口，是台灣的第二類漁港。主要停泊近海拖網等漁船。除了停泊船隻外，鼓山漁港也設有鼓山魚市場等漁業設施。此漁港同時也是高雄市的觀光景點之一，設有鼓山渡輪站及遊艇碼頭。

## 漁港潮位
| 單位 | 最高潮位 | 大潮平均高潮位 | 平均潮位 | 大潮平均低潮位 | 最低潮位 |
| ---- | -------- | -------------- | -------- | -------------- | -------- |
| 公尺 | +2.60    | +1.22          | +0.75    | +0.39          | -0.03    |

## 外部連結
- 高雄市漁業文化館 - 高雄旅遊網 （页面存档备份，存于）